# گمینا بژگ دولنه
گمینا بژگ دولنه (به لهستانی:  Gmina Brzeg Dolny) یک گمینا در لهستان است که در شهرستان ووووف واقع شده‌است. گمینا بژگ دولنه ۹۴٫۴ کیلومتر مربع مساحت و ۱۶٬۲۱۵ نفر جمعیت دارد.

## خواهرخوانده
شهر بارزینگ‌هاوزن خواهرخواندهٔ گمینا بژگ دولنه هست.